# Montreuil-sur-Brêche
Montreuil-sur-Brêche är en kommun i departementet Oise i regionen Hauts-de-France i norra Frankrike. Kommunen ligger i kantonen Froissy som tillhör arrondissementet Clermont. År 2022 hade Montreuil-sur-Brêche 495 invånare.

## Befolkningsutveckling
Antalet invånare i kommunen Montreuil-sur-Brêche
| Referens: INSEE |